# Ropalidia dispila
Ropalidia dispila är en getingart som först beskrevs av Cameron 1913.  Ropalidia dispila ingår i släktet Ropalidia och familjen getingar. Inga underarter finns listade i Catalogue of Life.